# Сім джерел
Сім джерел — гідрологічна пам'ятка природи, об'єкт природно-заповідного фонду Сумської області.
Оголошений рішенням Сумського Облвиконкому № 504 від 27.09.1973 року. 
Розташована на південно-східній околиці смт Шалигине Глухівського району. 
Площа  —  0,5 га. Перебуває у користуванні ДП ОКАП «Глухівський агролісгосп» (кв. 149, вид. 39).
Охороняється місце витоку на поверхню унікального гідрогеологічного утворення  — 7 фонтануючих джерел води доброї питної якості, що збираються у вигляді природної чаші в покладах крейди та живлять р. Лапуга, притоку р. Обеста.
Об'єкт активно використовується місцевим населенням з рекреаційною метою.

## Галерея

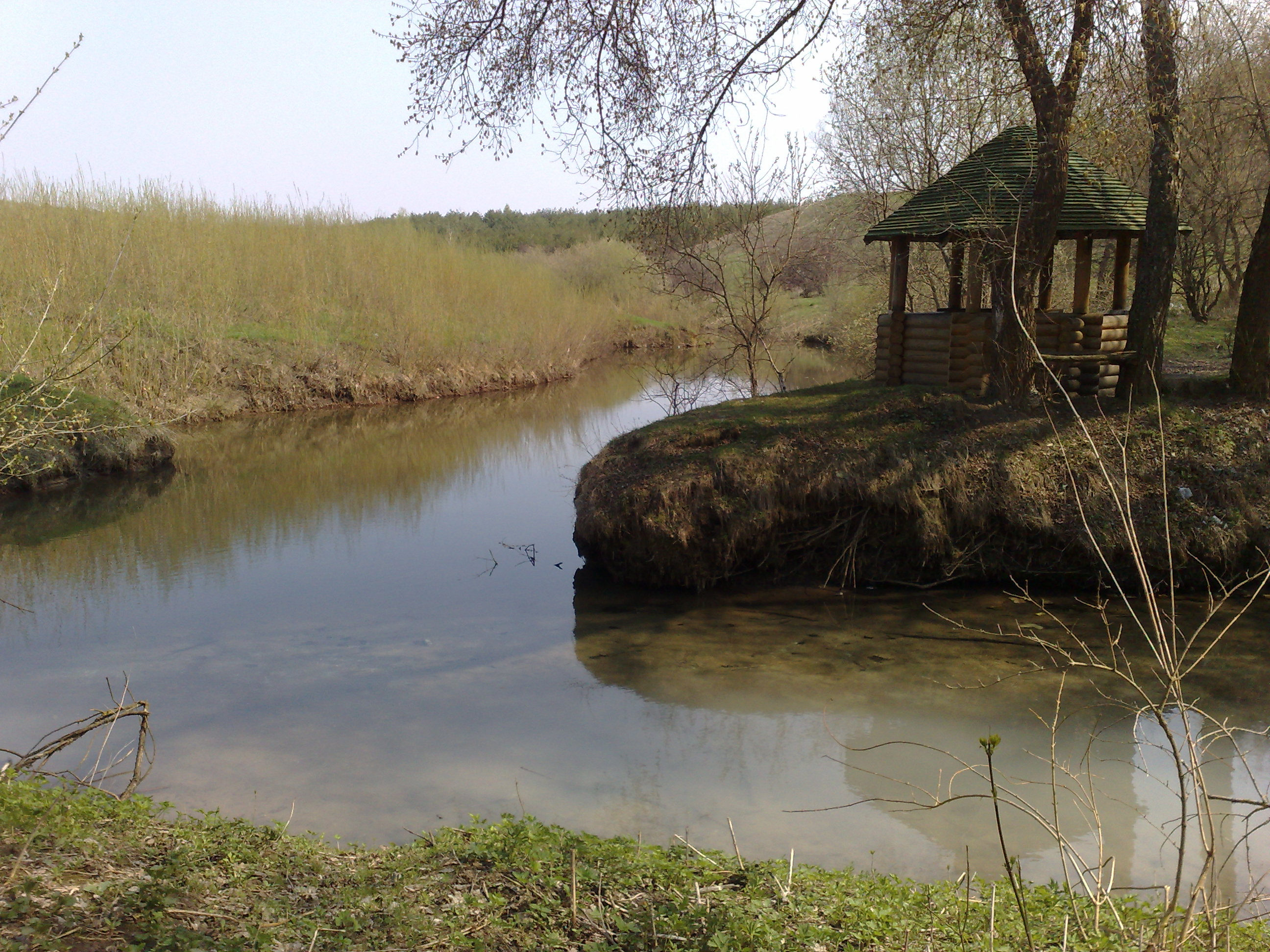
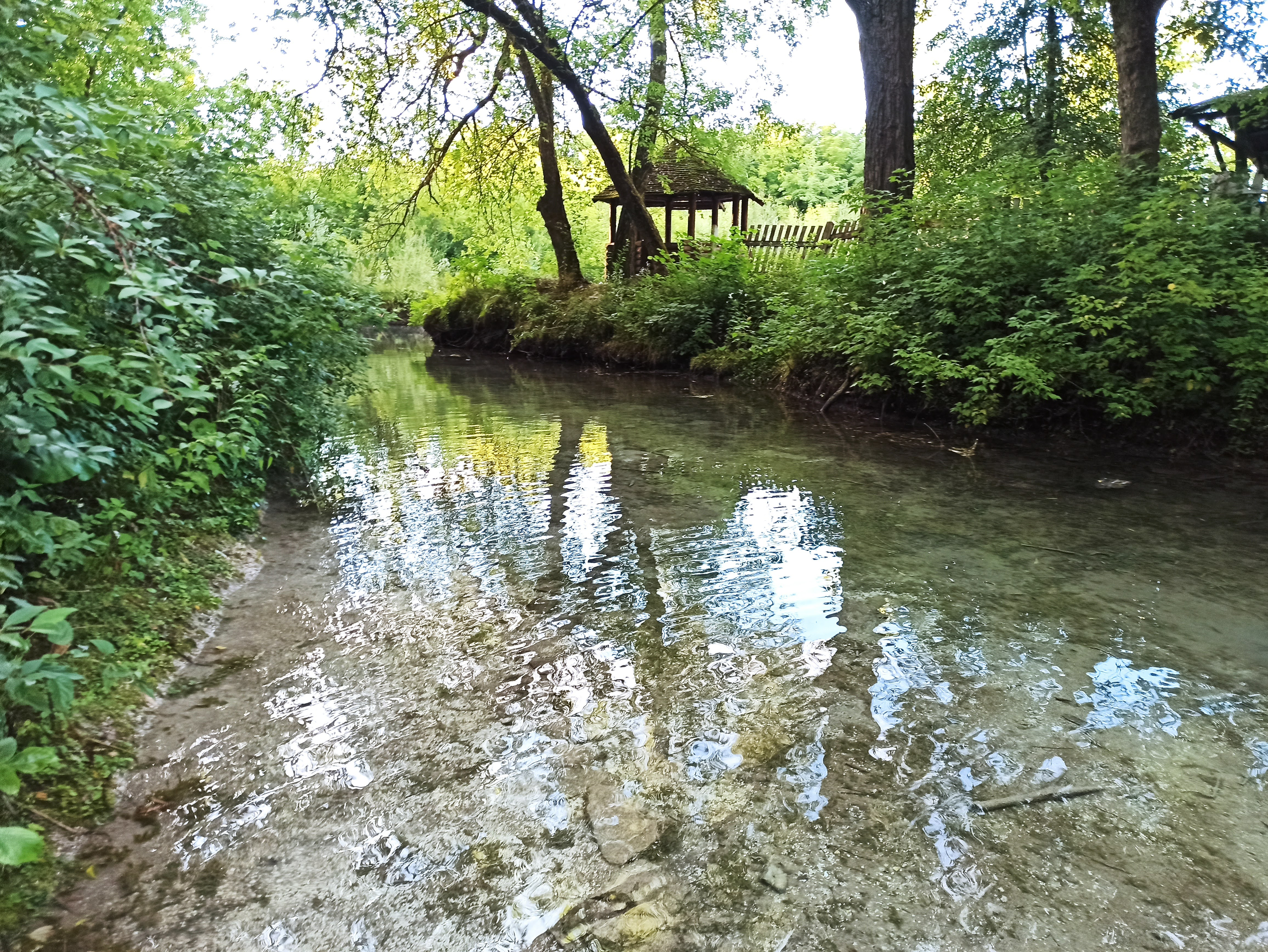
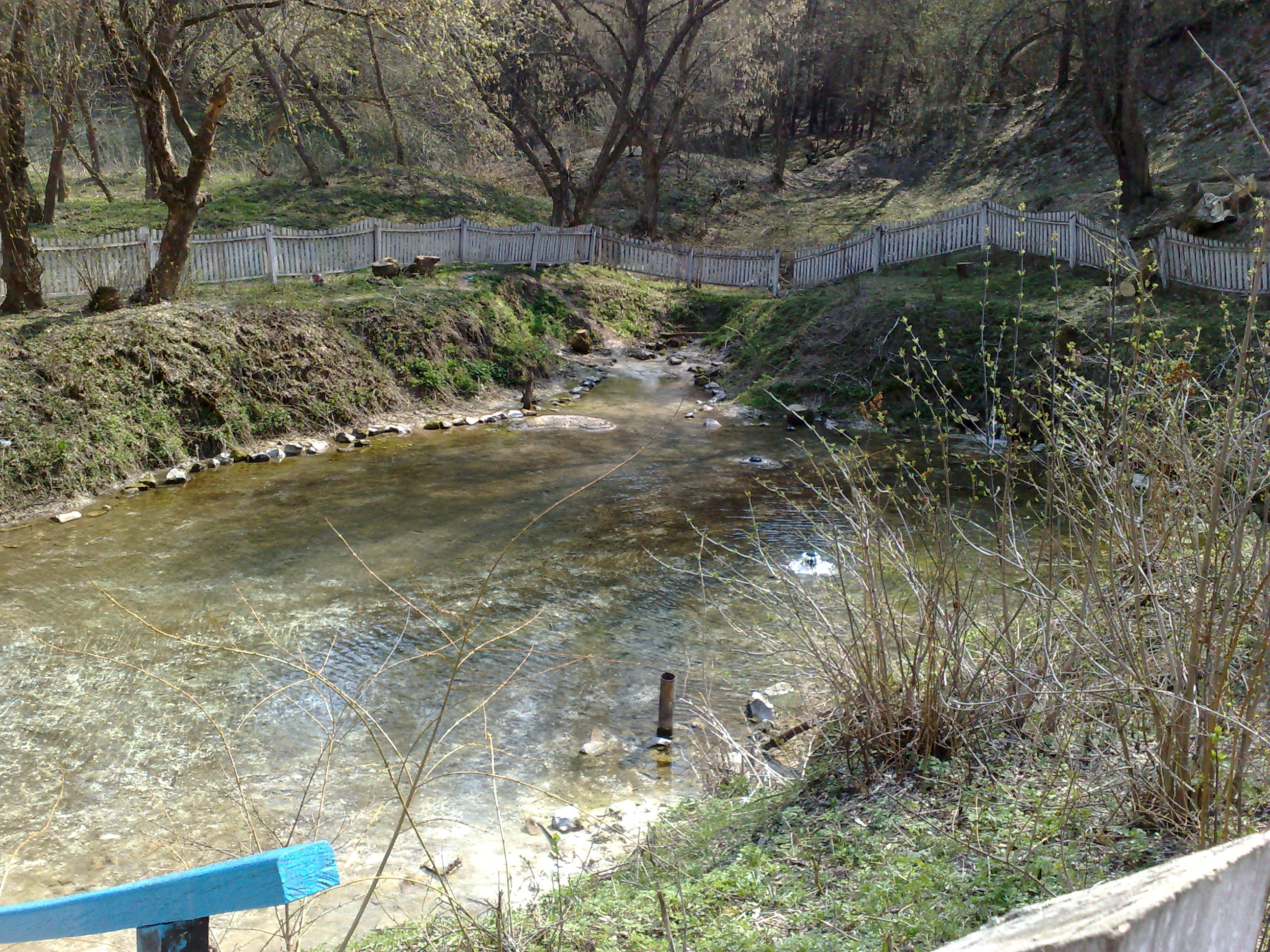
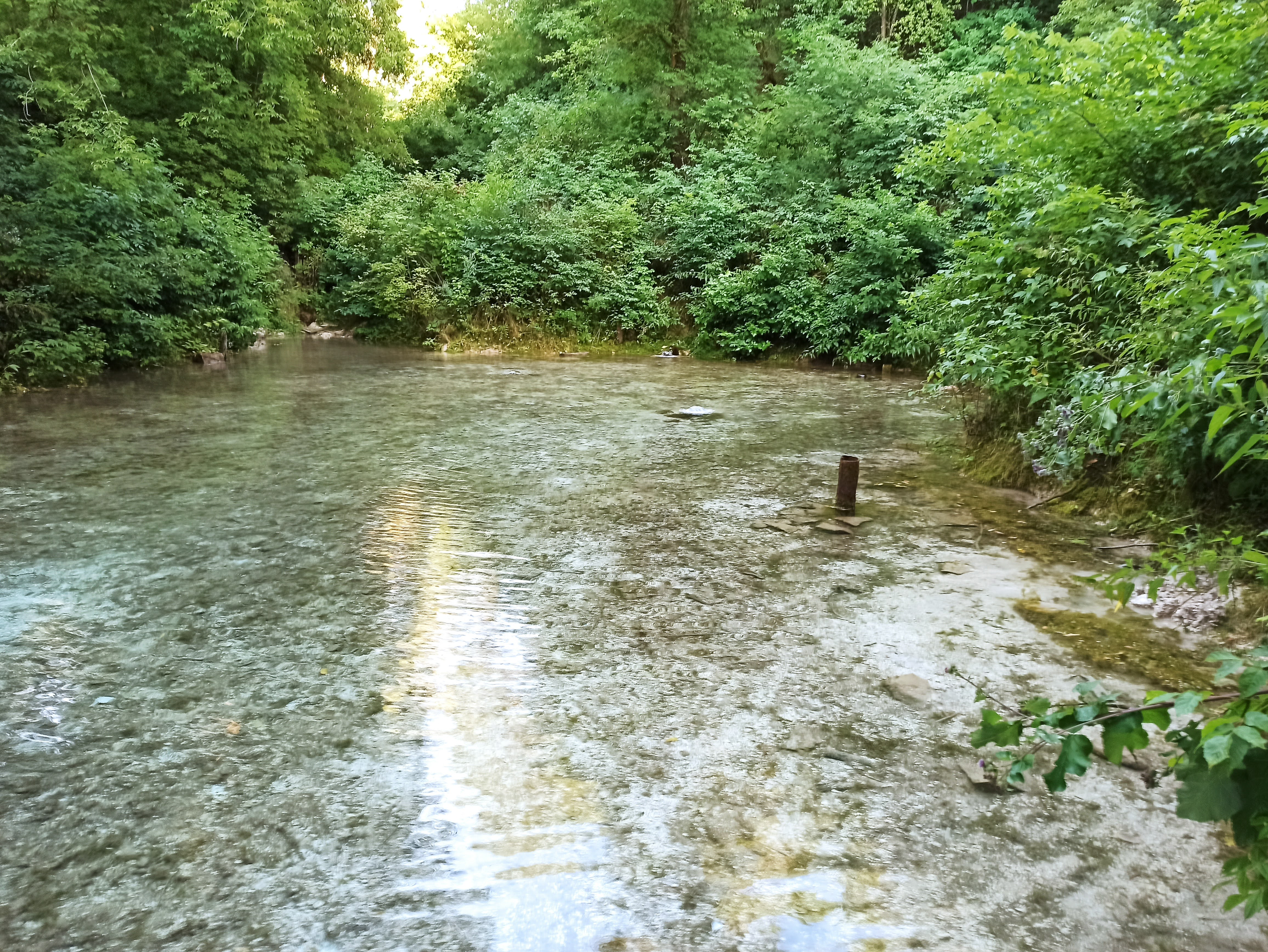